# Jac. Vegter

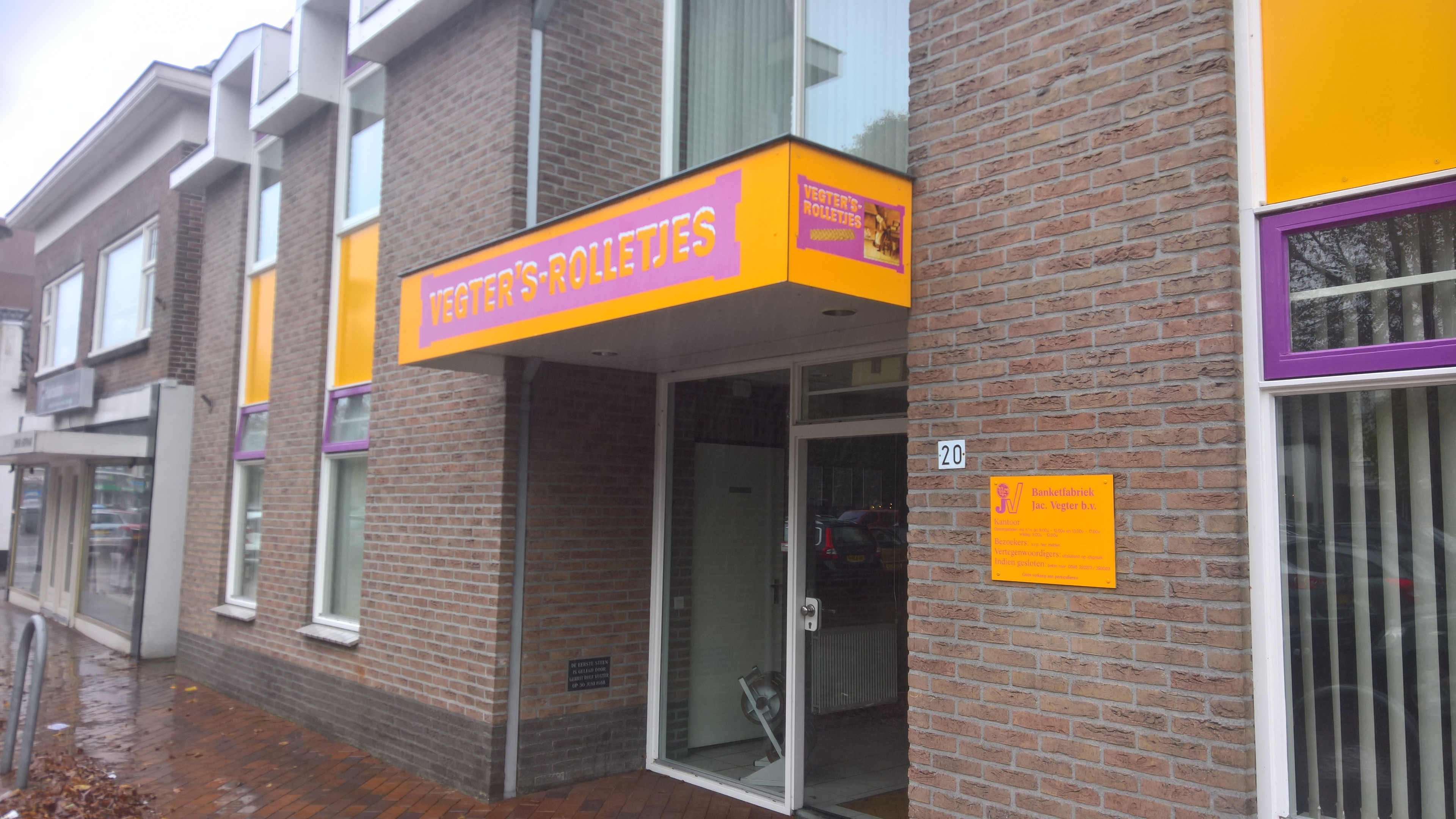
De banketfabriek van Jac. Vegter B.V. in Hoogezand-Sappemeer.

Banketfabriek Jac. Vegter B.V. was een Nederlands familiebedrijf dat diverse soorten wafels produceerde. Het bedrijf bestond sinds 1874 en was gevestigd in Martenshoek Hoogezand-Sappemeer. Het was de enige fabriek in Nederland die op grote schaal nieuwjaarsrolletjes maakt, de Vegter's Rolletjes. 

## Geschiedenis
De geschiedenis van Vegter’s Rolletjes begint in 1844. In dat jaar werd in Sappemeer Gerrit Vegter geboren als zoon van Jacobus Vegter en Grietje Timmer. Hij leerde het bakkersvak van zijn vader, bakkersvakscholen waren er nog niet, en ging in 1864 als bakkersknecht werken in Groningen. Daar leerde hij zijn vrouw Elisabeth Bekenkamp kennen. Het paar verhuisde in 1866 naar Martenshoek. Op 1 december 1869 nam Vegter een bakkerij over van de familie Fraai aan de Sluiskade. De familie Vegter ging er gelijktijdig wonen en kocht het pand in 1874 aan.
In de tweede helft van de 19e eeuw was Martenshoek een belangrijke plaats. Hier lag de drukste sluis van Noord Nederland in het Winschoterdiep. Deze sluis vormde de verbinding tussen de veenkoloniën en de rest van Nederland. Al het vervoer ging in die tijd per schip. Als de schepen voor de sluis lagen te wachten om te worden geschut en van scheepsjager te wisselen, hadden de schippersvrouwen tijd om boodschappen te doen. Rond de sluis waren dan ook veel middenstandszaken gevestigd: vier bakkerswinkels, drie kruideniers, textielzaken, kappers, groentewinkels en natuurlijk een café.

### De tweede en derde generatie
Gerrits zoon was weer een Jacobus. Ook de derde generatie Vegter leerde het vak van zijn vader. In 1890 ging Jacobus werken in Groningen als brood- en banketbakker. Uit zijn huwelijk met Aaf Alkema werden vijf kinderen geboren. In 1901 kwam zijn vader Gerrit Vegter plotseling te overlijden. Vervolgens verkocht Jacobus zijn bakkerij in Groningen en zette het bedrijf van zijn vader aan de Sluiskade in Martenshoek voort. Jacobus breidde het bedrijf verder uit: hij nam venters in dienst om broden uit te venten en begon ook met de productie van hardbroden, roggebrood en koekjes. Om het gezin te onderhouden moest er hard worden gewerkt. Drie van zijn zoons werden later bakker. Het bedrijf werd in 1928 gesplitst. Gerrit junior, de oudste zoon van Jacobus, nam de bakkerij aan de Sluiskade over. Zoon Jan begon met een nieuw gebouwde bakkerij in de Van Royenstraat in Hoogezand.
Om in de loop der tijd aan de vraag te kunnen voldoen, moest er gezocht worden naar een machine waarmee men rolletjes kon maken. In 1932 werd bij Vegter de eerste wafelbakmachine geplaatst. Het was een Franse machine met 14 ijzers. Het deeg werd tussen de ijzers gepompt, de ijzers gingen dicht, draaiden over een vuur en als ze weer open gingen waren de wafeltjes gebakken. Vervolgens rolde de bakker ze om een stokje. Daarna werden ze weggelegd om af te koelen. Tot slot werden ze ingepakt in koekblikken. Om de productie te vergroten en een nieuw bedrijfspand te bouwen werd het huis van de buurman aangekocht. In 1941 kon men beginnen met de bouw van de nieuwe fabriek.

### De oorlogsjaren 1940-1945 en daarna
Op last van de Duitsers werd in 1942 de bouw van de nieuwe fabriek stilgelegd. De verkoop van de koekjes ging op de bon. Omdat er geen grondstoffen meer te koop waren, moest de productie later helemaal worden stopgezet. De bakkerij werd gevorderd door de gemeente en er kwamen broodbakkers uit de omgeving in om gezamenlijk brood te bakken. Op deze manier kon brandstof worden bespaard.
In het najaar van 1945 kwam er weer enige bedrijvigheid. De grondstoffen waren nog steeds op de bon maar langzaam kwam er weer vraag naar de rolletjes en koekjes. De nieuwbouw kwam gereed en het bedrijf werd opnieuw ingericht. In 1955 werd er met de Franse machinebouwer een nieuw oprolapparaat ontwikkeld. Dit apparaat werd aan de oude machines gekoppeld. Op deze manier konden de gebakken wafels uit de bakmachine, machinaal worden opgerold. Met deze veranderingen werd de productie verdubbeld.

### De vierde en de vijfde generatie Vegter
In 1951 kwam Jacobus Vegter in het bedrijf van zijn vader Gerrit: deze vijfde generatie nam in 1968 het bedrijf over. De vraag naar producten van Vegter werd steeds groter. Mede als gevolg van krapte op de arbeidsmarkt, ontstond de noodzaak om uit te zien naar een nieuw type wafelmachine. Deze machine moest, zonder tussenkomst van de bakker, het product bakken en direct kunnen oprollen. In samenwerking met een Duitse machinebouwer werd een totaal nieuwe machine ontwikkeld. De eerste machines van dit type produceerden 16 rolletjes per minuut. In de loop der jaren zijn er steeds modernere machines bijgekomen met een hogere capaciteit. In 2001 werd de nieuwste machine in gebruik genomen met een capaciteit van 130 rolletjes per minuut.
Met de komst van de supermarkten verdween het koekblik. Men wilde geen verpakkingen meer met statiegeld. Het blik werd in 1975 vervangen door een langwerpige kartonnen doos met een luchtdichte folie, bedrukt volgens het originele ontwerp uit 1932.
Gerrit Rolf Vegter kwam op 21-jarige leeftijd in de zaak van zijn vader Jacobus Vegter. Hij introduceerde de computer in het bedrijf waardoor de administratie in 1980 kon worden geautomatiseerd. Door de capaciteit uit te breiden, ontstond er de mogelijkheid verschillende varianten van de rolletjes te maken. Er staan diverse wafelbakmachines met grote capaciteit, nog steeds gebaseerd op het principe van de eerste machines uit 1932. In 1996 werd Gerrit Rolf Vegter directeur van het familiebedrijf in Martenshoek. Op dit moment worden er meer dan 25 miljoen opgerolde wafels per jaar geproduceerd.

### Faillissement
Op 20 februari 2018 werd het faillissement uitgesproken. Op 20 maart werd bekend dat de nieuwjaarsrolletjes en -knijpertjes overgenomen worden door Hollandia Matzes uit Enschede en geproduceerd blijven in Hoogezand. De overige koek- en chocolade-activiteiten worden overgenomen door het Spaanse Dicarcono SL en de productie wordt naar Alicante verplaatst. Ongeveer twintig arbeidsplaatsen gaan hiermee verloren.